# Carpentariaviken

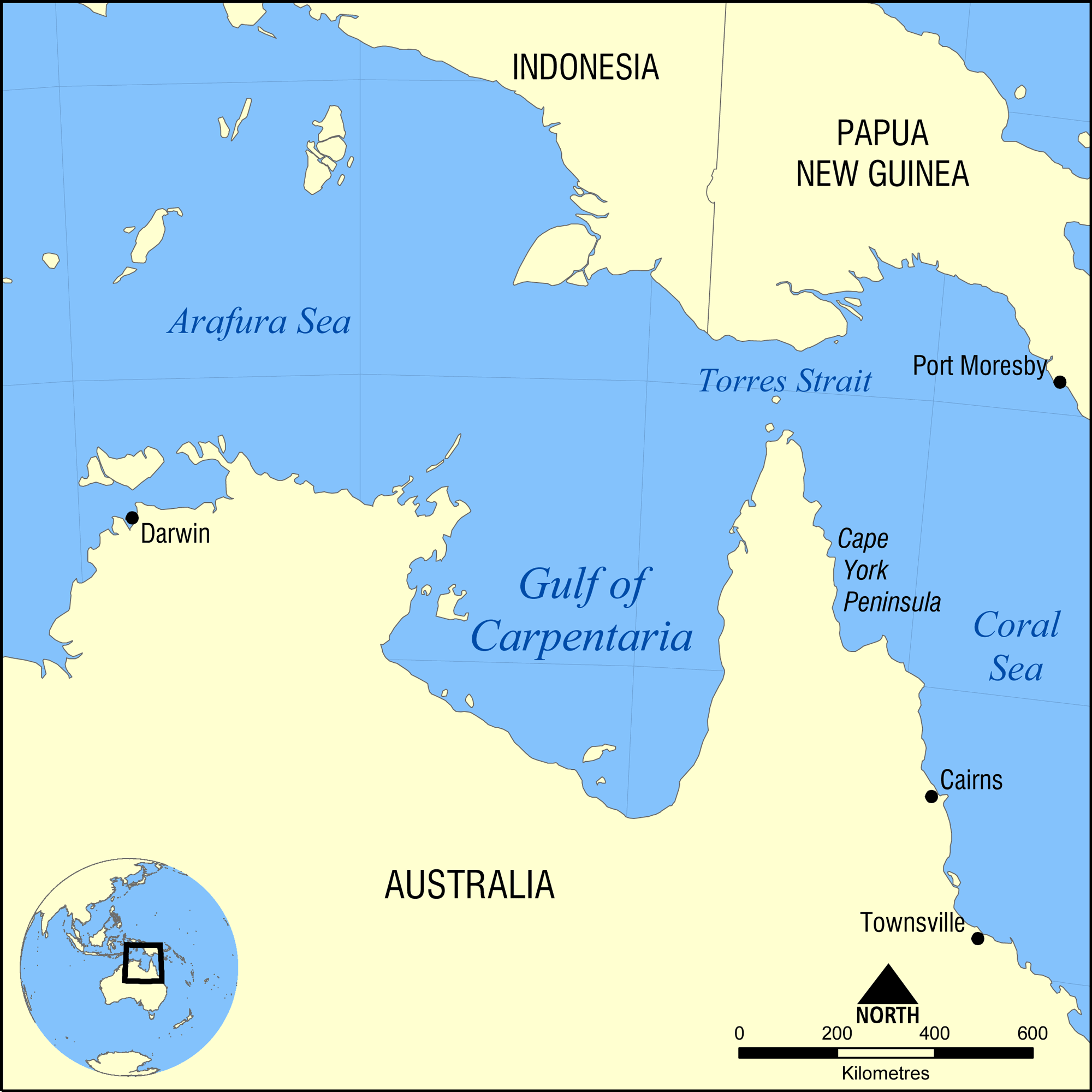
Carpentariavikens läge norr om Australien.

Carpentariaviken är det vatten som på tre sidor avgränsas av Australien. I norr avgränsas vattnet av Arafurasjön på en linje från nordligaste delen av Arnhem Land i väster till nordligaste delen av Kap Yorkhalvön i öster.
Vattnet är relativt grunt, oftast mellan 55 och 66 meter med ett största djup på 85 meter. Vattnet är djupare på västra sidan än på den östra. Carpentariaviken täcker en yta av ungefär 300,000 km².
Bukten är även den plats där den nederländske utforskaren Willem Janszoon seglade in när han som första bekräftade europe kom till Australien den 26 februari 1606.